# Husabergsudde
Husabergsudde ligger strax utanför Askersund i Örebro län. På platsen finns vikingagrav från 900 e.Kr. Numera finns där en camping.